# Winschoten
Winschoten (phát âmⓘ, Gronings: Winschoot) là một (đô thị) và thành phố nằm ở phía tây bắc đông của the Hà Lan.
Tại thời điểm ngày 1 tháng 1 năm 2003, đô thị này có dân số 18.497 người với diện tích 22,24 km2.

## Người địa phương nổi tiếng
- Bas Jan Ader (1942-mất trên biển năm 1975), nghệ sĩ
- Piet Hamberg (1954), cầu thủ bóng đá, huấn luyện viên bóng đá
- Wiebbe Hayes, anh hùng dân tộc thập niên 1600.
- Marnix Kolder (1981), cầu thủ bóng đá
- Marcel Seip (1982), cầu thủ bóng đá
- Dirk Stikker (1897-1979), bộ trưởng ngoại giao Hà Lan (1948-1952), tổng thư ký NATO (1961-1964)
- Bernard D. H. Tellegen (1900-1990), nhà phát minh Hà Lan
- Henriëtte Weersing (1965), cầu thủ bóng chuyền
- Bert Zuurman (1973), cầu thủ bóng đá